# رئاسة الحكومة (تونس)
رئاسة الحكومة التونسية هو منصب ومقر رئيس الحكومة التونسية. يرأس الحكومة التونسية حاليا سارة زعفراني الزنزري منذ 21 مارس 2025.

## التاريخ
كانت سابقا تسمى رئاسة الوزراء والوزارة الأولى.

## التنظيم
- الكاتب العام للحكومة.
- المستشار الخاص لرئيس الحكومة للإشراف على اللجنة العليا الأسواق ولجنة المتابعة والتحقيق.
- مدير ديوان رئيس الحكومة.
- خدمات المشورة القانونية والتشريعات.

## الهياكل والمؤسسات تحت الإشراف
تشرف رئاسة الحكومة على الهياكل والمؤسسات التالية:
- مؤسسات دستورية:
  - المحكمة الإدارية.
  - دائرة المحاسبات.
- مؤسسات دينية:
  - ديوان الإفتاء للجمهورية التونسية.
  - المجلس الإسلامي الأعلى.
- مؤسسات عمومية ذات طابع إداري:
  - الأرشيف الوطني التونسي.
  - المركز الإفريقي لتدريب الصحافيين والاتصاليين.
  - مركز التوثيق الوطني.
- شركات ومؤسسات عمومية ذات طابع غير إداري:
  - المطبعة الرسمية للجمهورية التونسية.
  - مركز الإعلام والتكوين والدراسات والتوثيق حول الجمعيات.
  - وكالة تونس إفريقيا للأنباء.
  - الإذاعة التونسية.
  - مؤسسة التلفزة التونسية.
  - الشركة الجديدة للطباعة والصحافة والنشر.
  - بيت الحكمة.

## رئيس الحكومة
رئيس الحكومة يترأس الحكومة التونسية.
يعمل ويقيم في دار الباي، الواقعة في ساحة القصبة في مدينة تونس العتيقة في تونس العاصمة.

### التاريخ
المنصب في البداية كان يسمى الوزير الأكبر، وذلك أثناء حكم البايات والحماية الفرنسية. بعد الاستقلال في 1956 أصبح يسمى الوزير الأول وذلك حتى إلغاء المنصب في 1957، ثم الوزير الأول في 1969.
 استبدل الاسم في 2011 بعد الثورة التونسية أين أصبح يسمى رئيس الحكومة.

رئيس الحكومة الحالي هو السيد كمال المدوري تحت رئاسة الرئيس قيس سعيّد.

## مقالات ذات صلة
- رئيس الحكومة التونسية
- قائمة الوزراء الأولين (تونس)
- الوزارة الكبرى (تونس)
- قائمة وزارات تونس